# Nilo Belo
Nilo Bello (Chapecó, 15 de julho de 1927 – Capivari de Baixo, 30 de janeiro de 2003) foi um médico e político brasileiro.
Filho de Manuel Siqueira Belo e de Alba Allet Belo. Casou com Ione Tavares Bello.
Foi deputado à Assembleia Legislativa de Santa Catarina na 6ª legislatura (1967 — 1971), eleito pelo MDB.